# Ivan Remškar
Ivan Remškar, slovenski duhovnik, * 5. september 1914, Brezovica pri Ljubljani, † junij 1945, kraj smrti neznan.

## Življenje
Po ljudski šoli na Brezovici je obiskoval klasično gimnazijo v Ljubljani, nato je vstopil v ljubljansko semenišče. 5. julija 1942 je prejel mašniško posvečenje. Imenovan je bil za kaplana v Tržišču v Mirnski dolini, vendar zaradi tamkajšnjih razmer službe večinoma ni mogel opravljati. Od leta 1944 je bil domobranski kurat na Škofljici, za pomočnika je imel bogoslovca Jožeta Mehleta. Maja 1945 se je pridružil domači družini, ki se je umaknila na Koroško, ob prisilni vrnitvi po angleški izdaji pri Pliberku pa je verjetno preživel poboj častnikov na Hrušici in bil vrnjen do Škofovih zavodov. Od tam se je za njim izgubila sled. 